# كنار ترشان
كنار ترشان (بالفارسية: کنار ترشان) هي قرية تقع في قسم آبدان الريفي (مقاطعة دير) في إيران. يقدر عدد سكانها بـ 230 نسمة بحسب إحصاء 2016.